# David Dunlap Observatory Catalogue
David Dunlap Observatory Catalogue, conegut com a DDO o A Catalogue of Dwarf Galaxies, és un catàleg astronòmic de galàxies nanes que va ser publicat el 1959 (i més tard ampliat el 1966) per Sidney van den Bergh.